# 후안 베르나트
후안 베르나트 벨라스코(스페인어: Juan Bernat Velasco, 1993년 3월 1일 ~ )는 스페인의 축구 선수로, 현재 헤타페에서 왼쪽 수비수와 윙어로 뛰고 있다.

## 수상

#### 바이에른 뮌헨
- 분데스리가 : 2014–15, 2015–16, 2016–17, 2017–18
- DFB 포칼 : 2015-16
- DFL 슈퍼컵 : 2016, 2018

#### 파리 생제르맹
- 리그 1 : 2018–19, 2019–20, 2021–22, 2022–23
- 쿠프 드 라 리그 : 2019–20
- 쿠프 드 프랑스 : 2019–20
- 트로페 데 샹피옹 : 2019, 2022

#### 스페인
- UEFA U-19 유로 : 2012

### 개인
- VDV 올해의 팀 : 2014-15